# Kabul Luftbrücke
Kabul Luftbrücke ist eine deutsche Nichtregierungsorganisation. Sie wurde im August 2021 gegründet, als Taliban die Macht in Afghanistan übernommen hatten. Sie hilft Afghaninnen und Afghanen, deren Leben durch die Machtübernahme bedroht ist, bei der Ausreise über die Landesgrenze und evakuiert sie nach Deutschland.
Journalistinnen wie Theresa Breuer, Aktivisten wie Ruben Neugebauer, Mitgründer des Seenotrettungsvereins Sea Watch und Erik Marquardt, Grünen-Politiker im EU-Parlament, schlossen sich zusammen und riefen Kabul Luftbrücke als neues Projekt des gemeinnützigen Vereins Civilfleet-Support e.V. ins Leben. Eigenen Angaben zufolge wollten die Gründer nicht dabei zusehen, wie die Bundesregierung ihrer Verantwortung gegenüber gefährdeten Afghanen „nicht gerecht“ werde.

## Geschichte
Im Zuge des Vormarschs der Taliban 2021 und noch vor dem endgültigen Abzug der USA aus Afghanistan am 30. August 2021 unternahm Kabul Luftbrücke den ersten Versuch, Menschen aus Afghanistan zu retten. Mit einem mit Spendengeldern gecharterten Flugzeug versuchte die Initiative, bedrohte Afghanen auszufliegen. Unter ihnen waren Medienschaffende, Künstler, Menschenrechts-Verteidigerinnen und Ortskräfte, die für die Bundeswehr und deutsche Ministerien arbeiteten. Auf der Evakuierungsliste standen fast 200 Personen. Aufgrund der chaotischen Bedingungen auf dem Kabuler Flughafen konnte der Airbus A320 mit lediglich 18 Menschen abheben. Im weiteren Verlauf der Evakuierungsmaßnahmen konnte Kabul Luftbrücke weiteren 189 Personen den Zugang zum Flughafen ermöglichen, die von der amerikanischen Luftwaffe ausgeflogen wurden. Dies geschah einen Tag bevor der letzte amerikanische Soldat den afghanischen Boden verließ.
Da sich nach dem endgültigen Abzug der USA noch immer zehntausende gefährdete Menschen in Afghanistan befanden, die nach einem Weg suchten, das Land zu verlassen, beschlossen die Mitglieder von Kabul Luftbrücke, mit ihren Rettungsaktionen über den Luft- und auch den Landweg ihre Ziele weiterzuverfolgen. Am 13. November 2021 startete ein zweiter Charterflug und evakuierte 147 Menschen, die von den Taliban verfolgt wurden. Seitdem konzentriert sich die Hilfsorganisation darauf, Menschen auf unterschiedlichen Wegen aus Afghanistan zu evakuieren.
Im ersten Jahr ihres Bestehens gelang es der Kabul Luftbrücke auf diese Weise, mehr als 2500 Afghanen in Sicherheit zu bringen. Mittlerweile hat die Organisation rund 20 Mitarbeiter. Zum Netzwerk von Kabul Luftbrücke gehören außerdem rund 20 Freiwillige in den verschiedenen Nachbarstaaten Afghanistans. Kabul Luftbrücke finanziert sich über Spenden.

## Mission und Ziele
Kabul Luftbrücke evakuiert Afghanen, die eine Aufnahmezusage von Deutschland erhalten haben und unterstützt zusätzlich Ortskräfte und andere gefährdete Personen, Zusagen zu erhalten und die sichere Ausreise zu organisieren. Laut Auswärtigem Amt stehen weiterhin 10.000 Afghanen auf einer sogenannten Menschenrechtsliste für die Aufnahme.
Kabul Luftbrücke wurde im Zusammenhang mit ihrer Arbeitsweise und den Verbindungen zu Politikern der Grünen, insbesondere zur damaligen Außenministerin Annalena Baerbock, kritisiert. Im Kontext der „Visa-Affäre“ im Auswärtigen Amt wurden Vorwürfe der Rechtsbeugung und der potenziellen Gefährdung der inneren Sicherheit erhoben. Dabei wurde in Berichten thematisiert, dass Sicherheitsbedenken bei der Visumserteilung für afghanische Personen, auch bei Vorlage mutmaßlich gefälschter Dokumente, angeblich nicht ausreichend berücksichtigt worden seien. Diese Umstände führten zu staatsanwaltlichen Ermittlungen gegen einzelne Mitarbeiter des Auswärtigen Amtes sowie zu einer vorübergehenden Aussetzung der Zusammenarbeit der NGO mit dem Bundesinnenministerium. Im Jahr 2024 erfolgte eine Übertragung der Trägerschaft an die neu gegründete Aab Humanitarian Association gGmbH. Die Geschäftsführerin dieser Gesellschaft wurde Vesna Radosavljevic; sie stand für eine ihrer früheren Firmen in der Kritik, welche als Scheinunternehmen bezeichnet wurde. Die Aab Humanitarian Association gGmbH versuchte in der Folge gerichtlich zu unterbinden, dass die frühere Verbindung von Kabul Luftbrücke zu Grünen-Politikern publiziert wird; dieses Vorhaben wurde jedoch gerichtlich abgewiesen.
Im Oktober 2022 wurde das im Koalitionsvertrag der Ampelkoalition versprochene Bundesaufnahmeprogramm veröffentlicht. Es entstand in Zusammenarbeit mit der Zivilbevölkerung, unter anderem der Kabul Luftbrücke. Am Ergebnis kritisierte die Organisation den stark beschränkten Zugang zum Programm und forderte, die Hürden für die Ausreise zu senken, damit Afghanen bei der Einreise ein Visum stellen können.
Die seit Mai 2025 amtierende schwarz-rote Bundesregierung stoppte die Aufnahme. Kabul Luftbrücke reichte deshalb ab Juni 2025 Klagen und Eilanträge beim Verwaltungsgericht Berlin ein, um die Fortsetzung des Aufnahmeprogramms für besonders gefährdete Afghanen zu erzwingen. Mit einem im Juli 2025 ergangenen Urteil im Eilverfahren verpflichtete das Gericht die Bundesregierung, einer sich in Pakistan aufhaltenden Afghanin und ihrer 13-köpfigen Familie Visa zur Einreise zu erteilen, da die Aufnahmezusagen bestandskräftig geworden seien.